# Barabás (film)
A Barabás Pär Fabian Lagerkvist Nobel-díjas svéd  író 1950-ben megjelent azonos című regényének amerikai-olasz koprodukcióban készült filmadaptációja.

## Szereposztás
| Szerep                  | Színész             | Magyar hangja (1. szinkron, 1989) | Magyar hangja (2. szinkron) |
| ----------------------- | ------------------- | --------------------------------- | --------------------------- |
| Barabás                 | Anthony Quinn       | Vass Gábor                        | Dörner György               |
| Ráchel                  | Silvana Mangano     | Hűvösvölgyi Ildikó                | Götz Anna                   |
| Pontius Pilátus         | Arthur Kennedy      | Uri István                        | Juhász György               |
| Sára                    | Katy Jurado         | Martin Márta                      | Kocsis Mariann              |
| Péter                   | Harry Andrews       | Végvári Tamás                     | Ujréti László               |
| Sahak                   | Vittorio Gassman    | Mihályi Győző                     | Csankó Zoltán               |
| Torvald                 | Jack Palance        | Csikos Gábor                      | Haás Vander Péter           |
| Lucius                  | Ernest Borgnine     | Láng József                       | Harmath Imre                |
| Rufio                   | Norman Wooland      |                                   | Fazekas István              |
| Julia                   | Valentina Cortese   |                                   | Szórádi Erika               |
| Arimathiai József       | Arnoldo Foa’        |                                   |                             |
| Gladiátor               | Joe Robinson        |                                   |                             |
| Jézus Krisztus          | Roy Mangano (*)     |                                   |                             |
| Mária Magdolna          | Paola Pitagora (*)  |                                   |                             |
| Mária Kleofás           | Rina Franchetti (*) |                                   |                             |
| Nikodémusz              | Piero Pastore (*)   |                                   |                             |
| Salome                  | Vera Drudi (*)      |                                   |                             |
| János apostol           | Nino Segurini (*)   |                                   |                             |
| Tamás apostol           | Jacopo Tecchi (*)   |                                   |                             |
| Néró császár            | Ivan Triesault (*)  |                                   |                             |
| Patríciusnő az arénában | Sharon Tate (*)     |                                   |                             |
| Tanítvány               | Curt Lowens (*)     |                                   |                             |
| Hálós gladiátor         | Sal Borgese (*)     |                                   |                             |

(*) Stáblistán nem szereplő színészek.
További színészek: Michael Gwynn, Laurence Payne, Douglas Fowley, Guido Celano, Carlo Giustini, Gianni di Benedetto, Robert Hall, Rina Braido, Nando Angelini, Tullio Tomadoni, Frederich Ledebur, Marcello Di Martire, Spartaco Nale, Maria Zanoli, Gustavo De Nardo, Vladimiro Picciafuochi.

### Magyar szinkronok
Az első szinkron a Magyar Szinkron- és Videovállalat szinkronstúdiójában készült a FILMPREMIER Kisszövetkezet megrendelésére. A cím, stáblista felolvasása Korbuly Péter, a magyar szöveg Sarodi Tibor munkája. A  hangmérnök: Bétin Viktor, a rendezőasszisztens Farkas Gábor, a vágó Kern Mária, a  gyártásvezető Pálinkó Mária, szinkronrendező Somló Andrea volt.
További magyar hangok: Botár Endre, Dobránszky Zoltán, Gesztesi Károly, Helyey László, Izsóf Vilmos, Kárpáti Tibor, Kenderesi Tibor, Koroknay Géza, Némedi Mari, Rosta Sándor, Szabó Éva, Trokán Péter.
A második magyar szinkronban a cím, stáblista felolvasása Bozai József hangján hallható.
További magyar hangok: Balázsi Gyula, Faragó András.